# غاري بومان
غاري بومان هو لاعب هوكي جليد كندي، ولد في 21 يوليو 1940 في Innisfail, Alberta ‏ في كندا، وتوفي في 16 أكتوبر 2006 في كالغاري في كندا.

## وصلات خارجية
- غاري بومان على موقع دوري الهوكي الوطني (الإنجليزية)
- غاري بومان على موقع قاعة مشاهير الهوكي (لاعب أن.إتش.أل) (الإنجليزية)
- غاري بومان على موقع EliteProspects.com (الإنجليزية)
- غاري بومان على موقع HockeyDB.com (الإنجليزية)
- غاري بومان على موقع Hockey-Reference.com (الإنجليزية)